# Fornace Velluti
La fornace Velluti è un sito archeologico industriale situato tra Mira e Dolo in provincia di Venezia. La fornace nacque verso la metà del XIX secolo, distinguendosi per la produzione di mattoni. Adiacente alla fornace è la Villa Velluti.